# 호라체크관박쥐
호라체크관박쥐(Rhinolophus horaceki)는 관박쥐과에 속하는 박쥐의 일종이다. 리비아의 토착종이다.

## 특징
중간 크기의 박쥐로 전완장은 48~50mm, 귀 길이는 20.8~22.7mm이다. 등 쪽은 갈색부터 갈색빛 회색까지 다양한 반면에 배 쪽은 회색과 베이지색을 띤다. 귀는 짙은 갈색이다. 잎코는 털이 덮힌 뾰족한 삼각형 모양이다.

## 생태
동굴과 헌집, 지하실 등에 숨어서 서식한다. 먹이는 곤충이다.

## 분포 및 서식지
리비아 키레나이카 북부 지역에서만 알려져 있다. 해발 최대 600미터 이내의 삼림 지역과 지중해성 스텝지대에서 서식한다.